# Зерінд (комуна)
Зерінд (рум. Zerind) — комуна у повіті Арад в Румунії. До складу комуни входять такі села (дані про населення за 2002 рік):
- Єрмата-Нягре (568 осіб)
- Зерінд (898 осіб) — адміністративний центр комуни

Комуна розташована на відстані 431 км на північний захід від Бухареста, 53 км на північ від Арада, 98 км на північ від Тімішоари.

## Населення
За даними перепису населення 2002 року у комуні проживали 1466 осіб.
Національний склад населення комуни:
| Національність            | Кількість осіб | Відсоток |
| ------------------------- | -------------- | -------- |
| угорці                    | 1347           | 91,9%    |
| румуни                    | 91             | 6,2%     |
| цигани                    | 25             | 1,7%     |
| німці                     | 1              | 0,1%     |
| не вказали національність | 2              | 0,1%     |

Рідною мовою назвали:
| Мова                  | Кількість осіб | Відсоток |
| --------------------- | -------------- | -------- |
| угорська              | 1375           | 93,8%    |
| румунська             | 88             | 6,0%     |
| німецька              | 1              | 0,1%     |
| не вказали рідну мову | 2              | 0,1%     |

Склад населення комуни за віросповіданням:
| Релігія                                       | Кількість осіб | Відсоток |
| --------------------------------------------- | -------------- | -------- |
| реформати                                     | 1263           | 86,2%    |
| православні                                   | 75             | 5,1%     |
| римо-католики                                 | 40             | 2,7%     |
| баптисти                                      | 37             | 2,5%     |
| не релігійні                                  | 21             | 1,4%     |
| греко-католики                                | 12             | 0,8%     |
| адвентисти                                    | 4              | 0,3%     |
| лютерани (Синодально-пресвітеріанська церква) | 1              | 0,1%     |